# 國際移民組織
國際移民組織（英語：International Organization for Migration）是致力於移民事務的聯合國相關組織，包括為國內流離失所者、難民和移民勞工提供就業協助計畫。總部設於瑞士日內瓦，秘書長為艾米·波普（Amy Pope）。
國際移民組織前身為1951年12月5日於比利時布魯塞爾召開國際移民會議而成立的臨時歐洲移民政府間委員會（PICMME），主要目的為幫助因第二次世界大戰而流離失所的人重建居住地。

## 歷史
國際移民組織的前身為因西歐國家紛紛加入第二次世界大戰造成混亂的人口移動而於1951年成立的臨時歐洲移民政府間委員會（Provisional Intergovernmental Committee for the Movement of Migrants from Europe，PICMME），該委員會受託於協調歐洲各國政府安置因戰爭而被迫移民的百萬人口。
該組織於1952年年更名為歐洲移民問題政府間委員會(Intergovernmental Committee for European Migration，ICEM），組織章程於1953年制定，隔年生效；1995年提交聯合國秘書處登記並編入聯合國條約集；1980年再改名為移民問題政府間委員會（Intergovernmental Committee for Migration，ICM），1987年5月更改章程，新章程於1989年11月14日生效，根據新章程，組織正式名為國際移民組織，名稱也反映該組織經歷半世紀後，從原本的物流業務轉為專司移民事務。

## 成員

深绿：会员国
浅绿：观察员国
灰色：非会员国

### 會員國
- 阿富汗
- 阿尔巴尼亚
- 阿尔及利亚
- 安哥拉
- 安地卡及巴布達
- 阿根廷
- 亞美尼亞
- 奥地利
- 巴哈马
- 白俄羅斯
- 比利时
- 玻利维亚
- 巴西
- 保加利亚
- 布吉納法索
- 柬埔寨
- 喀麦隆
- 加拿大
- 中非
- 智利
- 中國[3]
- 哥伦比亚
- 刚果共和国
- 庫克群島
- 古巴
- 賽普勒斯
- 捷克
- 刚果民主共和国
- 丹麦
- 多米尼克
- 埃及
- 薩爾瓦多
- 爱沙尼亚
- 衣索比亞
- 斐济
- 芬兰
- 法國
- 加彭
- 德国
- 希腊
- 格瑞那達
- 几内亚
- 海地
- 聖座
- 匈牙利
- 冰島
- 印度
- 伊朗
- 愛爾蘭
- 以色列
- 義大利
- 牙买加
- 日本
- 约旦
- 基里巴斯
- 拉脫維亞
- 賴索托
- 利比里亚
- 利比亞
- 立陶宛
- 盧森堡
- 马达加斯加
- 马拉维
- 馬爾地夫
- 馬爾他
- 马绍尔群岛
- 毛里塔尼亚
- 模里西斯
- 墨西哥
- 密克羅尼西亞聯邦
- 蒙古国
- 蒙特內哥羅
- 摩洛哥
- 莫桑比克
- 緬甸
- 纳米比亚
- 瑙鲁
- 尼泊尔
- 荷蘭
- 新西兰
- 尼加拉瓜
- 尼日尔
- 奈及利亞
- 北馬其頓
- 挪威
- 巴基斯坦
- 帛琉
- 巴拿马
- 巴拉圭
- 秘魯
- 菲律賓
- 波蘭
- 葡萄牙
- 摩尔多瓦
- 羅馬尼亞
- 俄羅斯
- 卢旺达
- 圣基茨和尼维斯
- 圣卢西亚
- 萨摩亚
- 聖多美和普林西比
- 塞内加尔
- 塞爾維亞
- 塞舌尔
- 斯洛伐克
- 斯洛維尼亞
- 所罗门群岛
- 南非
- 南蘇丹
- 西班牙
- 斯里蘭卡
- 苏丹
- 苏里南
- 瑞典
- 瑞士
- 泰國
- 东帝汶
- 多哥
- 千里達及托巴哥
- 突尼西亞
- 土耳其
- 乌干达
- 乌克兰
- 英国
- 坦桑尼亚
- 美国
- 乌拉圭
- 委內瑞拉
- 越南
- 葉門
- 尚比亞
- 辛巴威

### 觀察員
- 巴林
- 不丹
- 印度尼西亞
- 科威特
- 马来西亚
- 圣马力诺
- 沙烏地阿拉伯

## 外部連結
- 國際移民組織官方網站